# Drassodes daliensis
Drassodes daliensis är en spindelart som beskrevs av Yang och Song 2003. Drassodes daliensis ingår i släktet Drassodes och familjen plattbuksspindlar. Inga underarter finns listade i Catalogue of Life.